# كونور أوليفر
كونور أوليفر (بالإنجليزية: Connor Oliver)‏ (17 فبراير 1994 بنيوكاسل أبون تاين في المملكة المتحدة - ) هو لاعب كرة قدم بريطاني في مركز الدفاع. لعب مع نادي بلاكبول ونادي سندرلاند ونادي هارتلبول يونايتد.

## وصلات خارجية
- كونور أوليفر على موقع قاعدة بيانات كرة القدم.إي يو (الإنجليزية)
- كونور أوليفر على موقع Soccerbase.com (لاعب) (الإنجليزية)
- كونور أوليفر على موقع Soccerway.com (الإنجليزية)